# Escobedia michoacana
Escobedia michoacana är en snyltrotsväxtart som beskrevs av E.Carranza och C.Medina. Escobedia michoacana ingår i släktet Escobedia och familjen snyltrotsväxter. Inga underarter finns listade i Catalogue of Life.